# Gra Endera
Niektóre z zamieszczonych tu informacji wymagają weryfikacji.
Dokładniejsze informacje o tym, co należy poprawić, być może znajdują się w dyskusji tego artykułu.
 Po wyeliminowaniu niedoskonałości należy usunąć szablon {{Dopracować}} z tego artykułu.
Gra Endera (tyt. oryg. Ender’s Game) – książka z gatunku science fiction, najbardziej znana powieść Orsona Scotta Carda. Jest pierwszą z cyklu powieści o tytułowym Enderze. Pierwsze wydanie w 1985 ukazało się nakładem Tor Books (USA).
Powieść powstała w oparciu o opowiadanie o tym samym tytule, opublikowane po raz pierwszy w roku 1977, a następnie umieszczone w tomie opowiadań Pierwsze spotkania w świecie Endera. Za powieść Card otrzymał nagrodę Hugo oraz Nebulę w 1985 roku. Rok później, nagrody te zdobyła również druga część cyklu, Mówca umarłych.
W Polsce powieść pierwszy raz została wydana w odcinkach w miesięczniku „Fantastyka”. W formie książkowej ukazała się w 1991 roku nakładem wydawnictw Editions Spotkania i Fantastyka w przekładzie Piotra W. Cholewy.
24 października 2013 roku swoją premierę miała ekranizacja powieści wyreżyserowana przez Gavina Hooda pod tym samym tytułem.

## Fabuła
Akcja rozgrywa się w dalekiej przyszłości. Ziemia zagrożona jest zniszczeniem przez robale – owadopodobne, obce istoty spoza układu słonecznego. W celu przeciwstawienia się temu zagrożeniu ludzkość ucieka się do niecodziennej metody - wybiera spośród urodzonych na całym świecie dzieci te najinteligentniejsze i od najmłodszych lat szkoli je na żołnierzy, którzy mają pokierować ziemskimi siłami kosmicznymi w tej rozgrywce o życie.
Najlepszym spośród kandydatów na dowódcę jest Andrew Wiggin nazwany przez siostrę Valentine „Enderem”. Przez brata i rówieśników nazywany Trzecim, ponieważ władze większości państw świata zezwalają na posiadanie tylko dwojga dzieci. Rządzący wyjątkowo zgodzili się na trzeciego potomka Wigginów, w nadziei że Ender będzie nadawał się na dowódcę floty - jego siostra Val i brat Peter byli genialni, lecz nie nadawali się do tej roli.
Kiedy tylko Andrew wystarczająco podrósł, został wysłany na naukę do Szkoły Bojowej. Jako starter poznał kilku przyjaciół, m.in. Alai i Shena. Okazał się najlepszym uczniem. Był członkiem kilku grup szkoleniowych, tzw. armii (Salamandry, Szczura, ...) a po kilku latach dostał własną - armię Smoka.  Pomimo tego, że do armii Smoka przydzielono samych starterów, w tym Groszka, uczynił z niej najlepszą armię w szkole.
W wieku 10 lat Endera przeniesiono do elitarnej Szkoły Dowodzenia, gdzie był uczony przez samego Mazera Rackhama, legendarnego dowódcę, który zadał decydujący cios Robalom podczas II inwazji. Szkolenie na symulatorze miało przygotować Endera do prowadzenia wojny. Razem ze swoim zespołem radził sobie nadzwyczaj dobrze, w końcu stanął przed końcowym egzaminem. Sądząc, że kontynuuje grę strategiczną, w rzeczywistości pokierował flotą Ziemian i pokonał robale, niszcząc ich macierzysty świat.